# Cerro Pelón
El Cerro Pelón (9°33′36″N 69°25′17″O / 9.5601, -69.4215) es una formación de montaña ubicada en una exclusiva región natural al norte de Portuguesa, a poca distancia al oeste de Acarigua, en el occidente de Venezuela. A una altitud promedio entre 1.275 m s. n. m. y 1.280 m s. n. m. el Cerro Pelón es una de las montañas más altas en Portuguesa.
El Cerro Negro está ubicado en el extremo sudeste del parque nacional El Guache en la misma fila de montaña y hacia el sur del Cerro Negro.